# Eumacrohoughia minor
Eumacrohoughia minor är en tvåvingeart som beskrevs av Thompson 1963. Eumacrohoughia minor ingår i släktet Eumacrohoughia och familjen parasitflugor. Inga underarter finns listade i Catalogue of Life.